# Équipe des Seychelles de beach soccer
L'équipe des Seychelles de beach soccer est la sélection de joueurs de beach soccer Seychellois représentant le pays lors des compétitions internationales sous l'égide de la Fédération des Seychelles de football. Ses joueurs sont surnommés The Pirates.

## Histoire
L’équipe de Beach soccer des Seychelles ont été créées en 2015
Les Seychelles sont le pays hôte de la première édition de la COSAFA Beach soccer de 2015 , ils finissent 5e du classement, six ans plus tard, la seconde compétition a eu lieu, les Seychelles finissent 6e.
L’équipe s’est qualifiée au Championnat d'Afrique de beach soccer pour la toute première fois en 2015 en tant que pays hôte, se hissant jusqu’à la 8e place , Il renouvelle leur parcours en 2021 et cette fois-ci ils iront chercher la 7e place.
En 2025, l’équipe des Seychelles participeront à la Coupe du monde de beach soccer, pour leur toute première fois , ils sont donc qualifiés d’office en tant que pays hôte. ça sera également la toute première compétition mondial en Afrique

## Palmarès
Néant

### Évolution au classement BSWW
| Années        | 2023 | 2024 | 2025 |
| ------------- | ---- | ---- | ---- |
| Rang mondial  | 66e  | 76e  | 76e  |
| Rang africain | 10e  | 14e  | 14e  |

| Légende du classement mondial : | de 1 à 10 | de 11 à 50 | de 51 à 120 |

| Légende du classement africain : | de 1 à 7 | de 8 à 30 | de 31 à 40 |

## Parcours en compétition

### Coupe du monde
| Coupe du monde de beach soccer | Coupe du monde de beach soccer | Coupe du monde de beach soccer | Coupe du monde de beach soccer | Coupe du monde de beach soccer | Coupe du monde de beach soccer | Coupe du monde de beach soccer | Coupe du monde de beach soccer | Coupe du monde de beach soccer |
| Année                          | Résultat                       | Class.                         | J                              | G                              | N                              | P                              | Bp                             | Bc                             |
| ------------------------------ | ------------------------------ | ------------------------------ | ------------------------------ | ------------------------------ | ------------------------------ | ------------------------------ | ------------------------------ | ------------------------------ |
| 2005 à 2024                    | Non participant                | Non participant                | Non participant                | Non participant                | Non participant                | Non participant                | Non participant                | Non participant                |
| 2025                           | Phase de groupe                |                                | 3                              | 0                              | 0                              | 3                              | 8                              | 20                             |
| Total                          | 1er Tour                       | 1/13                           | 3                              | 0                              | 0                              | 3                              | 8                              | 20                             |

### Coupe d'Afrique
| Coupe d'Afrique des nations de beach soccer | Coupe d'Afrique des nations de beach soccer | Coupe d'Afrique des nations de beach soccer | Coupe d'Afrique des nations de beach soccer | Coupe d'Afrique des nations de beach soccer | Coupe d'Afrique des nations de beach soccer | Coupe d'Afrique des nations de beach soccer | Coupe d'Afrique des nations de beach soccer | Coupe d'Afrique des nations de beach soccer |
| Année                                       | Résultat                                    | Class.                                      | J                                           | G                                           | N                                           | P                                           | Bp                                          | Bc                                          |
| ------------------------------------------- | ------------------------------------------- | ------------------------------------------- | ------------------------------------------- | ------------------------------------------- | ------------------------------------------- | ------------------------------------------- | ------------------------------------------- | ------------------------------------------- |
| 2006 à 2013                                 | Non participant                             | Non participant                             | Non participant                             | Non participant                             | Non participant                             | Non participant                             | Non participant                             | Non participant                             |
| 2015                                        | Phase de groupe                             | 8e                                          | 3                                           | 0                                           | 0                                           | 3                                           | 4                                           | 17                                          |
| 2016                                        | Non participant                             | Non participant                             | Non participant                             | Non participant                             | Non participant                             | Non participant                             | Non participant                             | Non participant                             |
| 2018                                        | Non participant                             | Non participant                             | Non participant                             | Non participant                             | Non participant                             | Non participant                             | Non participant                             | Non participant                             |
| 2021                                        | Phase de groupe                             | 7e                                          | 3                                           | 0                                           | 0                                           | 3                                           | 6                                           | 24                                          |
| 2024                                        | Non qualifié                                | Non qualifié                                | Non qualifié                                | Non qualifié                                | Non qualifié                                | Non qualifié                                | Non qualifié                                | Non qualifié                                |
| Total                                       | 1er Tour                                    | 2/12                                        | 6                                           | 0                                           | 0                                           | 6                                           | 10                                          | 41                                          |

### Championnat COSAFA
| Championnat COSAFA de Beach-soccer | Championnat COSAFA de Beach-soccer | Championnat COSAFA de Beach-soccer | Championnat COSAFA de Beach-soccer | Championnat COSAFA de Beach-soccer | Championnat COSAFA de Beach-soccer | Championnat COSAFA de Beach-soccer | Championnat COSAFA de Beach-soccer | Championnat COSAFA de Beach-soccer |
| Année                              | Résultat                           | Class.                             | J                                  | G                                  | N                                  | P                                  | Bp                                 | Bc                                 |
| ---------------------------------- | ---------------------------------- | ---------------------------------- | ---------------------------------- | ---------------------------------- | ---------------------------------- | ---------------------------------- | ---------------------------------- | ---------------------------------- |
| 2015 (de)                          | Phase de groupe                    | 5e place                           | 3                                  | 1                                  | 1                                  | 1                                  | 5                                  | 5                                  |
| 2021 (de)                          | Phase de groupe                    | 6e place                           | 3                                  | 0                                  | 0                                  | 3                                  | 14                                 | 18                                 |
| 2022 (de)                          | Phase de groupe                    | -                                  | 3                                  | 1                                  | 0                                  | 2                                  | 7                                  | 26                                 |
| 2023 (en)                          | Phase de groupe                    | -                                  | 3                                  | 1                                  | 0                                  | 2                                  | 7                                  | 11                                 |
| 2024 (de)                          | Phase de groupe                    | -                                  | 3                                  | 1                                  | 0                                  | 2                                  | 7                                  | 11                                 |
| Total                              | 1er Tour                           | 5/5                                | 14                                 | 4                                  | 1                                  | 10                                 | 40                                 | 71                                 |